# 莫斯科·第三罗马
莫斯科·第三罗马（俄语：Москва, третий Рим）是宣称莫斯科是古罗马的继承者，俄罗斯世界继承了罗马帝国遗产的神学和政治概念。“第三罗马”指的是欧洲文化争论中的一个历史话题：“第一罗马”（西罗马帝国的罗马）和“第二罗马”（东罗马的君士坦丁堡）的继承城市问题）。